# Hecistopteris pinnatifida
Hecistopteris pinnatifida là một loài dương xỉ thuộc họ Vittariaceae. Đây là loài đặc hữu của Ecuador. Môi trường sống tự nhiên của chúng là rừng ẩm vùng đất thấp nhiệt đới hoặc cận nhiệt đới. Chúng hiện đang bị đe dọa vì mất môi trường sống.